# Richard Annang
Richard Annang (in den Medien auch oft Richard Annan; * 30. April 1991 in Tema) ist ein ghanaischer Fußballspieler auf der Position eines Abwehr- und Flügelspielers.

## Vereinskarriere

### Karrierebeginn in der Heimat
Seine Karriere als aktiver begann Annang in seiner Heimatstadt Tema, etwa 25 Kilometer östlich der ghanaischen Hauptstadt Accra. Dort war er anfangs vor allem als Straßenfußballer aktiv, hatte aber noch im Nachwuchsalter die Möglichkeit zum Klub Tema Youth zu wechseln, wo er einige Jahre im vereinseigenen Nachwuchs zum Einsatz kam. Nach einer gewissen Zeit in der Jugendabteilung des Vereins wurde er um das Jahr 2009 erstmals in den Kader der Herrenmannschaft des Vereins mit Spielbetrieb in der Ghana Premier League aufgenommen, wo er zwischenzeitlich vom türkischstämmigen Österreicher Attila Sekerlioglu ausgebildet wurde. Obgleich nichts über die genauen Einsätze Annangs bekannt ist, wurde er bereits zu dieser Zeit von zahlreichen internationalen Vereinen umworben. So waren an dem vielseitig einsetzbaren Spieler, der neben diversen Abwehrpositionen auch als Mittelfeld- und Flügelspieler in Erscheinung tritt, unter anderem Klubs aus Dubai, dem Sudan, Ägypten, England, Frankreich, den Niederlanden, Deutschland oder Österreich an dem Nachwuchstalent interessiert. Jedoch konnte keiner der Klubs den preislichen Anforderungen von Tema Youth gerecht werden, die allgemein mit einer höheren Ablösesumme rechneten. Während dieser Zeit nahm Annang im Frühling bzw. Frühsommer 2009 auch an einem Probetraining mit der TSG 1899 Hoffenheim teil, wo die erwarte Ablösesumme von 600.000 Euro ebenfalls für zu hoch eingeschätzt wurde. Nach einer weiteren Zeit bei Tama Youth, wo er aufgrund seiner dortigen Leistungen auch dem erweiterten Kreis der ghanaischen Nationalmannschaft angehörte und für diese auch beim WAFU Cup of Nations 2010 teilnahm, schaffte der Jungspund schließlich im Sommer 2010 den Sprung ins Ausland. Davor absolvierte er noch im März bzw. April 2010 ein erfolgreiches Probetraining bei der AS Saint-Étienne, die ihn schließlich doch nicht zu sich ins Team holte. Im Januar 2010 hätte Annang auch an einem Probetraining bei österreichischen Bundesligisten SK Sturm Graz teilnehmen sollen, musste jedoch verletzungsbedingt vorzeitig absagen. Daneben sollen auch noch Vereine wie der FC Arsenal oder Ajax Amsterdam ihr Interesse an Annang bekundet haben.

### Wechsel nach Rumänien
Im Juli bzw. August unterschrieb Annang schließlich einen Vertrag beim FC Vaslui mit Spielbetrieb in der höchsten rumänischen Fußballliga, die dazu bereit waren eine Ablösesumme von 600.000 Euro zu bezahlen, obwohl der rumänische Klub auch nur als eine Übergangsphase für den jungen Ghanaer angesehen wurde. Sein Ligadebüt in Rumänien gab Annang schließlich am 14. August 2010 bei einem 2:1-Heimerfolg über den FC Brașov, als von Beginn an spielte und ab der Halbzeitpause durch den Spanier Alejandro Campano ersetzt wurde. Bei den Rumänen stand Annang auch im Europa-League-Kader gegen den OSC Lille, wo er allerdings nur auf der Ersatzbank saß. Dies tat er auch noch bei einigen wenigen Ligapartien seines Teams. Am 29. August 2010 war er im Ligaspiel gegen Unirea Urziceni gar über die vollen 90 Minuten im Einsatz, ehe er beinahe ganz aus dem Profikader verbannt wurde. Nach einem nur achtminütigen Kurzeinsatz am 25. September 2010, wo er noch dazu von Beginn an spielte, wurde er bis Ende April 2011 in keinem Pflichtspiel des Vereins aus Vaslui mehr eingesetzt und kommt nur mehr sporadisch in Testspielen zum Einsatz. Seine Leistung wurde des Öfteren in verschiedenen rumänischen Medien kritisiert.

### Rückkehr nach Ghana
Ende 2012 verließ Annang Rumänien und kehrte in sein Heimatland zurück, wo er bis 2016 bei Berekum Chelsea spielte.

## Nationalmannschaftskarriere
Seine Karriere in den ghanaischen Nationalauswahlen begann bereits in seiner Jugend, als er erstmals in die U-17-Auswahl seines Heimatlandes geholt wurde. Später folgte auch noch eine Einberufung in die U-19 Ghanas, für die er ebenfalls zum Einsatz kam. Aufgrund seiner beachtlichen Leistungen bei seinem damaligen Stammverein Tema Youth befand sich Annang bereits Anfang 2009 im Blickfeld für die Afrikanische Nationenmeisterschaft 2009, an der nur lokale Spieler teilnahmeberechtigt sind. Annang befand sich als einer von drei Linksverteidigern auf einer 40 Spieler umfassenden provisorischen Liste von Nationaltrainer Milovan Rajevac, für das Turnier erhielt aber Habib Mohammed den Vorzug. Im Frühjahr 2010 nahm er mit einer aus einheimischen Spielern bestehenden Landesauswahl am WAFU Cup of Nations teil und kam beim Erreichen des 3. Platzes in allen fünf Spielen seines Teams zum Einsatz.